# Кобяк (хан)
Кобяк (? — после 1184 года) — половецкий хан, неоднократно производивший походы на Русь в 1170—1180 годах, также участвовал в войнах на стороне различных славянских княжеств.

## Биография
В 1171 году вместе с половецким ханом Кончаком проиграл важное сражение князю Игорю Святославичу пришедшему со своими северскими дружинами на половецкую землю. Знаменитое сражение произошло у реки Ворскла.
В 1181 году вместе с ханом Кончаком помог Святославу Всеволодовичу вернуться в Киев.
В 1183 или 1184 году (по реконструкции Бережкова Н. Г.) был разбит и пленён киевскими князьями Святославом Всеволодовичем и Рюриком Ростиславичем в битве на реке Орели. О дальнейшей судьбе Кобяка Карлыевича летопись не упоминает, но С. А. Плетнёва на основании похвалы Святославу Всеволодовичу в «Слове о полку Игореве»: «А поганаго Кобяка изъ луку моря, от желѣзныхъ великихъ плъковъ половецкихъ, яко вихръ, выторже. И падеся (буквально „упал“) Кобякъ въ градѣ Кіевѣ, въ гридницѣ Святъславли» — делает вывод, что пленный Кобяк был убит в Киеве на Святославовом дворе.
Это был общерусский поход, кроме Святослава и Рюрика в нём участвовало одиннадцать князей. Вместе с Кобяком были взяты в плен его двое сыновей и ещё 16 ханов (Изай Билюкович, Товлий с сыном и братом Бокмишем, Осолук, Барак, Тарх, Данила, Съдвак Кулобичский, Коряз Калотанович. Был убит Тарсук «и иных без числа». Среди сыновей Кобяка по имени известен Даниил. Судьба пленников была обычной, большинство их откупилась, поскольку они упоминались в более поздних летописях.